# Metabolit
Metaboliții sunt produșii intermediari sau finali ai metabolismului. Termenul se referă în principal la compuși cu molecule de dimensiuni mici. Metaboliții au funcții variate, printre care se numără aceea de combustibil, rolul structural, de semnal, de inhibiție sau stimulare pentru enzime, de catalizator, de apărare și de interacție cu alte organisme (de exemplu, pigmenții și feromonii).

## Exemple
Exemple de metaboliți primari produși în microbiologia industrială includ:
| Clasă          | Exemplu                      |
| -------------- | ---------------------------- |
| Alcooli        | Etanol                       |
| Aminoacizi     | Acid glutamic, acid aspartic |
| Nucleotide     | acid 5' guanilic             |
| Antioxidanți   | Acid izoascorbic             |
| Acizi organici | Acid acetic, acid lactic     |
| Polioli        | Glicerol                     |
| Vitamine       | vitamina B2                  |